# Cidade Proibida (série)
Cidade Proibida é uma série de televisão brasileira produzida pela TV Globo e exibida de 26 de setembro a 19 de dezembro de 2017. Escrita por Mauro Wilson, com colaboração de Angela Chaves, Flávio Araújo, Marcio Alemão, Nilton Braga, Flávia Bessone, Adriana Falcão, Bíbi Da Pieve, Emanuel Jacobina e Max Mallmann. A redação final é de Wilson, direção de Daniela Braga e Maria Clara Abreu e sob direção geral e artística de Maurício Farias. É baseado na série de quadrinhos O Corno Que Sabia Demais, de Wander Antunes.

## Antecedentes e produção
Em março de 2015, é anunciado que Mauro Wilson começa a adaptar a história em quadrinhos O corno que sabia demais, de Wander Antunes. Marcelo Serrado foi considerado para protagonizar a obra ainda em 2015, ao passo que sua escalação para Velho Chico, fez com que a emissora adiasse a produção da série. No entanto, o conflito da agenda de Serrado com a pré-produção da série, fez com que Vladimir Brichta entrasse em seu lugar.
Inicialmente prevista para ir ao ar em junho de 2016, a estreia foi postergada para setembro de 2017, afim de que Brichta e Regiane Alves concluíssem suas participações em Rock Story e A Lei do Amor, respectivamente, além das eleições e dos Jogos Olímpicos que ocorreram. Em dezembro de 2016, a emissora anunciou na Comic Con a nova produção ainda sob o nome de Zózimo. Em março de 2017, o título Zózimo é alterado para Cidade Proibida. Uma segunda temporada chegou a ser planejada, mas foi abortada após a escalação do elenco para outros projetos.

## Sinopse
Ambientado no Rio de Janeiro nos anos 50, Zózimo Barbosa é um ex-policial que vira um detetive especializado em casos de adultério e vive acompanhado por seus fiéis escudeiros: a garota de programa Marli, o delegado Paranhos e o malandro Bonitão.

## Elenco

### Principal
| Intérprete       | Personagem                  |
| ---------------- | --------------------------- |
| Vladimir Brichta | Zózimo Barbosa              |
| Regiane Alves    | Marli                       |
| José Loreto      | Adalberto Cruz (Bonitão)    |
| Aílton Graça     | Paranhos                    |
| Maurício Rizzo   | Diogo Freitas               |
| Adriana Lessa    | Maria das Graças (Gracinha) |

### Participações
| Intérprete          | Personagem                         | Episódio         |
| ------------------- | ---------------------------------- | ---------------- |
| Cláudia Abreu       | Lídia                              | #1 Caso Lidia    |
| Débora Nascimento   | Irene                              | #1 Caso Lidia    |
| Danilo Grangheia    | Gouveia                            | #1 Caso Lidia    |
| João Vitti          | Lourenço Talles                    | #1 Caso Lidia    |
| Ariela Massotti     | Gladys de Souza                    | #1 Caso Lidia    |
| Vini Messias        | Pablo                              | #1 Caso Lidia    |
| Ana Paula Novelino  | Neide                              | #1 Caso Lidia    |
| Thelmo Fernandes    | Fagundes                           | #2 Caso Laura    |
| Mariana Lima        | Laura Fernandes                    | #2 Caso Laura    |
| Isio Ghelman        | Pedro Fernandes                    | #2 Caso Laura    |
| Thiago Lacerda      | Arlindo Paes                       | #2 Caso Laura    |
| Jean Paul Rajzman   | Embaixador Pierre Leport           | #2 Caso Laura    |
| Maeve Jinkings      | Madame                             | #3 Caso Paula    |
| Giovanna Antonelli  | Paula Bezerra                      | #3 Caso Paula    |
| José de Abreu       | Dr. Bezerra Assunção               | #3 Caso Paula    |
| Marat Descartes     | Vidigal                            | #3 Caso Paula    |
| Alice Assef         | Nicinha                            | #3 Caso Paula    |
| Thaís Tedesco       | Aurora                             | #3 Caso Paula    |
| Miguel Falabella    | Leon Mercier (Leovegildo da Cunha) | #4 Caso Leon     |
| Klebber Toledo      | Dino Pedreira Pontes               | #4 Caso Leon     |
| Orã Figueiredo      | Péricles                           | #4 Caso Leon     |
| Carolina Chalita    | Carmem                             | #4 Caso Leon     |
| Marco Marcondes     | Deputado Federal                   | #4 Caso Leon     |
| Henrique Guedez     | Jack                               | #4 Caso Leon     |
| Mariana Ximenes     | Suzana                             | #5 Caso Suzana   |
| Caio Blat           | Nelson                             | #5 Caso Suzana   |
| Pedro Brício        | César                              | #5 Caso Suzana   |
| Carlem Miranda      | Docinho de Coco                    | #5 Caso Suzana   |
| Vitor Andrade       | Faraó                              | #5 Caso Suzana   |
| Hermila Guedes      | Celeste Passos                     | #6 Caso Celeste  |
| Otávio Müller       | Almir Passos da Silva              | #6 Caso Celeste  |
| Lorena Comparato    | Dora Passos                        | #6 Caso Celeste  |
| Rita Elmôr          | Rita                               | #6 Caso Celeste  |
| Shimon Nahmias      | Medeiros                           | #6 Caso Celeste  |
| Andréa Beltrão      | Vera                               | #7 Caso Vera     |
| Andréa Beltrão      | Vilma                              | #7 Caso Vera     |
| Felipe Abib         | Milton                             | #7 Caso Vera     |
| Roberto Lobo        | Ênio Medeiros                      | #7 Caso Vera     |
| Camile Braga        | Vera (jovem)                       | #7 Caso Vera     |
| Caroline Braga      | Vilma (jovem)                      | #7 Caso Vera     |
| Marina Wilson       | Noiva                              | #7 Caso Vera     |
| Marcelo Pelúdio     | Noivo                              | #7 Caso Vera     |
| Bete Coelho         | Glória Dias                        | #8 Caso Glória   |
| Alice Wegmann       | Bete Dias                          | #8 Caso Glória   |
| Marcelo Faria       | Ivan Cândido Pessoa                | #8 Caso Glória   |
| Kiko Mascarenhas    | Belafonte                          | #8 Caso Glória   |
| Carlos Bonow        | Joel                               | #8 Caso Glória   |
| Pâmela Côto         | Leandra Miranda                    | #8 Caso Glória   |
| Pedro Lima          | Pai Toninho de Oxóssi              | #8 Caso Glória   |
| Leonardo Medeiros   | Otávio                             | #9 Caso Daisy    |
| Letícia Colin       | Daisy                              | #9 Caso Daisy    |
| Maria Flor          | Lupi Veiga                         | #10 Caso Lupi    |
| Daniel Rocha        | Marcos Rocha                       | #10 Caso Lupi    |
| Gabriel Braga Nunes | Augusto Mendes                     | #10 Caso Lupi    |
| Malu Galli          | Carla Parisi                       | #10 Caso Lupi    |
| Nicolai Nunes       | Juca                               | #10 Caso Lupi    |
| Alexia Garcia       | Sara                               | #10 Caso Lupi    |
| Fabiula Nascimento  | Violeta                            | #11 Caso Violeta |
| Bruno Gagliasso     | Samarone                           | #11 Caso Violeta |
| Bernardo Mendes     | Amilton                            | #11 Caso Violeta |
| Michel Melamed      | Cordeiro                           | #12 Caso Marli   |
| Ana Abbott          | Alzira                             | #12 Caso Marli   |
| Micaela Góes        | Palmira                            | #12 Caso Marli   |
| Georgiana Góes      | Vânia                              | #12 Caso Marli   |
| Sávio Moll          | Oduvaldo Pestana                   | #12 Caso Marli   |
| Marjorie Gerardi    | Noeli                              | #12 Caso Marli   |

## Audiência
Os dados são providos pelo IBOPE e se referem ao público da Grande São Paulo.
| #           | Exibição original      | Audiência (Média consolidada) | Ref.   |
| ----------- | ---------------------- | ----------------------------- | ------ |
| 1           | 26 de setembro de 2017 | 21.1                          | [ 24 ] |
| 2           | 3 de outubro de 2017   | 20.5                          | [ 25 ] |
| 3           | 17 de outubro de 2017  | 19.6                          | [ 26 ] |
| 4           | 24 de outubro de 2017  | 17.6                          | [ 27 ] |
| 5           | 31 de outubro de 2017  | 18.7                          | [ 28 ] |
| 6           | 7 de novembro de 2017  | 17.9                          | [ 29 ] |
| 7           | 14 de novembro de 2017 | 17.8                          | [ 30 ] |
| 8           | 28 de novembro de 2017 | 19.0                          | [ 31 ] |
| 9           | 12 de dezembro de 2017 | 18.9                          | [ 32 ] |
| 10/11       | 19 de dezembro de 2017 | 19.5                          | [ 33 ] |
| Média Geral | Média Geral            | 19.1                          | —      |

- Em 2017, cada ponto equivale a 70,5 mil domicílios ou 199,3 mil pessoas na Grande São Paulo.